# Juegos Bolivarianos de Playa de 2012
Los I Juegos Bolivarianos de Playa se desarrollaron en la ciudad de Lima, Perú, del 1 al 11 de noviembre de 2012 y tuvo como escenarios alternativos a la ciudad del Callao y la Laguna de Bujama en la Provincia de Cañete. El evento  contó con la participación de diez comités olímpicos nacionales, de los cuales seis pertenecían a la Organización Deportiva Bolivariana y cuatro acudieron por invitación.

## Símbolos

### Antorcha
La antorcha de los Juegos Bolivarianos de Playa era de acero inoxidable bronceado, medía 90 cm de longitud, pesaba 1.600 gramos, y mostraba grabados alusivos a la Batalla de Ayacucho. Fue encendida en una ceremonia que tuvo lugar en el obelisco del Santuario histórico de la Pampa de Ayacucho el día 26 de octubre. 
El recorrido de la antorcha incluyó al  Distrito de San Clemente en la Provincia de Pisco, así como la Provincia de Lima y lugares aledaños, donde se desarrollaron eventos protocolarios en la Fortaleza del Real Felipe y la Escuela Naval en el  Callao; Chorrillos, Miraflores, el Palacio Legislativo, la Plaza Bolívar, Palacio de Gobierno, la Municipalidad de Lima, Plaza Mayor y finalmente el Estadio Manuel Bonilla en el que se llevó a cabo el encendido del pebetero.

### Mascota
Lobín era el nombre de la mascota de los juegos. Representaba a un lobo marino, especie que habita en el litoral peruano  junto al pingüino de Humboldt o la parihuana, entre otras. Fue diseñada por Jorge Reyes, y se distinguía por su camisa rojiblanca que ostentaba el número «1», así como una gorra con el Escudo del Perú. Portaba además una medalla de oro.

## Deportes
El calendario de los juegos incluyó a trece disciplinas deportivas:
| - Actividades subacuáticas - Balonmano playa - Canotaje - Esquí acuático - Fútbol playa - Natación en aguas abiertas - Remo - Rugby playa (detalles) - Surf - Tenis playa - Triatlón - Vela - Voleibol de playa |

## Sedes
Las sedes de los eventos se encontraban repartidas en el Circuito de playas de la Costa Verde, en los distritos limeños de Miraflores y Chorrillos, así como también en la Playa Punta Rocas, en el distrito sureño de Punta Negra. Además, se desarrollaron algunas disciplinas en el Callao y en la Laguna Bujama en el Distrito de Mala de la Provincia de Cañete.
- Parque Temático de Deportes Miraflores: Fútbol Playa, Tenis Playa, Balonmano Playa, Rugby Playa y Voleibol Playa.
- Isla San Lorenzo: Actividades Subacuáticas
- Playa Cantolao: Actividades Subacuáticas
- Villa Deportiva del Callao: Actividades Subacuáticas
- Laguna Bujama Lacus: Aguas Abiertas
- Cancha La Arenilla - La Punta: Canotaje
- Complejo Acuático de Bujama Lacus: Esquí Náutico
- Cancha La Arenilla - La Punta: Remo
- Playa Punta Roca: Surf
- Circuito Costa Verde - Chorillos: Triatlón
- Yacht Club Peruano - Punta Callao: Vela

## Países
| Lista de naciones participantes                                                                                           | Lista de naciones participantes                                                                 | Lista de naciones participantes |
| --- | ----------------------------------------------------------------------------------------------- | ------------------------------- |
| - Pertenecientes a la Odebo - Bolivia (BOL) - Colombia (COL) - Chile (CHI) - Ecuador (ECU) - Perú (PER) - Venezuela (VEN) | - Invitados - El Salvador (ESA) - Guatemala (GUA) - Paraguay (PAR) - República Dominicana (DOM) |                                 |

## Abanderados
Los siguientes deportistas fueron designados como abanderados para la ceremonia de inauguración por sus respectivos Comités Olímpicos nacionales:
- Bolivia
- Colombia
- Chile: Valentina González (esquí acuático).[12]
- Ecuador: Iván Enderica (aguas abiertas).[13]
- El Salvador: Israel Arenivar (surf).[14]
- Guatemala: Juan Ignacio Maegli (vela).[15]
- Paraguay: Carmen Ríos (balonmano).[16]
- Perú: María Delfina Cuglievan (esquí acuático).[17]
- República Dominicana: Cari Luz Domínguez (balonmano).[18]
- Venezuela: Erwin Maldonado (aguas abiertas).[19]

## Medallero
| Núm. | País                       | Oro | Plata | Bronce | Total |
| ---- | -------------------------- | --- | ----- | ------ | ----- |
| 1    | Perú (PER)                 | 21  | 12    | 13     | 46    |
| 2    | Venezuela (VEN)            | 19  | 11    | 10     | 40    |
| 3    | Chile (CHI)                | 11  | 16    | 12     | 39    |
| 4    | Ecuador (ECU)              | 6   | 13    | 8      | 27    |
| 5    | Colombia (COL)             | 2   | 6     | 6      | 14    |
| 6    | Paraguay (PAR)             | 2   | 2     | 5      | 9     |
| 7    | Guatemala (GUA)            | 2   | 1     | 4      | 7     |
| 8    | El Salvador (ESA)          | 1   | 3     | 3      | 7     |
| 9    | República Dominicana (DOM) | 0   | 0     | 3      | 3     |
| 10   | Bolivia (BOL)              | 0   | 0     | 0      | 0     |